# Александер Брюкнер
Александер Брюкнер (пол. Aleksander Brückner; 29 січня 1856, Тернопіль, нині Тернопільська область — 24 травня 1939, Берлін) — польський філолог та історик культури, багаторічний професор Берлінського університету, член багатьох академій, в тому числі НТШ, Польської академії знань, Петербурзької Академії Наук.

## Життєпис
Народився в Галичині 29 січня 1856 року в Тернополі, (тоді Австро-Угорська імперія, нині Україна; за іншими даними, народився у Бережанах[джерело?]).
Початкову освіту здобув у Бережанах. Навчався в Першій тернопільській гімназії, у Львівському університеті (1872—1875, вивчав філософію[джерело?]), Віденському університеті (1876, здобув докторський ступінь). 1876 року розпочав дослідження зі славістики в Ляйпціґу та Берліні під керування тодішнього завідувач кафедри славістики Берлінського університету Ватрослава Яґіча.
1878 — захистив у Відні ступінь доктора габілітованого з філології і як приват-доцент почав працювати у Львові. 1881 — переїхав до Берліна, де в університеті одержав посаду доцента зі слов'янських мов і літератури, яку 1892 року підвищили до повної професорської. Пропрацював у Берлінському університеті 44 роки, був далеким від політики та цілком присвятив себе науці і спілкуванню з колегами-науковцями.
Був членом НТШ (1914), у 1888 році став членом Польської академії знань, у 1889 — іноземним членом-кореспондентом Петербурзької Академії Наук.
Після Першої світової війни відхилив запрошення перебратися до Варшави, Познані чи Вільна. Також після виходу на пенсію він продовжив свої дослідження в Берліні.
Помер 24 травня 1939 року в Берліні. На його похоронах в 1939 році прощальне слово сказав Макс Фасмер, який прийняв очолювану раніше Брюкнером університетську кафедру славістики.

## Наукова діяльність
Поле наукової діяльності Брюкнера поряд з слов'янською філологією охоплює такі галузі, як літературознавство, історія культури, балтістика, фольклор, дохристиянські релігії та міфологія, археологія та ін. Список його публікації вміщує понад 1800 найменувань.
У своїх дослідженнях розглядав також питання української літератури й культури, проблеми польсько-українських літературних взаємин, творчість представників «української школи» в польській літературі.
У численних працях («Про етимологічну анархію», 1908; «Пісні польсько-руські», 1911) використовував український матеріал. Підтримував контакти з українськими вченими, зокрема з Іваном Франком, який написав кілька рецензій на праці Брюкнера. Але до української мови ставився з погордою, применшував її вплив на польську і перебільшував вплив останньої на українську.
«Брікнер розкриває нові горизонти і будить нові думки. Тому тим більше дивуємся, що Брікнер в розборі цього питання не умів зберегти повної обєктивности супроти української мови. Ми цього не можем собі инакше пояснити як якоюсь ідіосинкразією супроти всього українського. А щоб дати на це доказ, вкажемо тільки на його книжку Die Slawen und der Weltkrieg… Названий твір Брікнера має політичний зміст і служить пропаганді не тільки справедливої справи польського народа, але также і неоправданих його претенсій і забаганок… Одно тільки скажемо: Події революції та боротьба і бої за політичну самостійність українського народу дали і Полякам досить доказів на те, що поставлена Брікнером в цім його творі діяґноза і проґноза в українській справі була зовсім невірна»,
 — писав український мовознавець Степан Смаль-Стоцький.
1903–1904 — опублікував огляди періодичних видань з етнографії та фольклору, де проаналізував також дослідження Івана Франка, Володимира Гнатюка, Володимира Шухевича, М. Дикарєва та інших.
В «Історії слов'янських літератур», що є першою частиною його (разом з Т. Лер-Сплавінським) книжки «Нарис з історії слов'янських літератур і літературних мов» (польською мовою, Львів, 1929), дав високу оцінку творчості Тараса Шевченка і його значення для України.
1930 року вулиця Валова у Тернополі була названа іменем Александера Брюкнера.

## Праці (вибірково)
- Запозичені слов'янські слова в литовській мові (1877, присвятив «шанованому вчителю Августу Лескіну»).
- Polnisch-russische Intermedien des XVII. Jahrhunderts (1890)
- Średniowieczna poezya łacińska w Polsce Cz. 1 (1892) Cz. 2 (1893) Cz. 3 (1894)
- Kazania średniowieczne Cz. 1 (1895) Cz. 2 (1895) Cz. 3 (1896)
- Z dziejów polskich różnowierców: aryanie (1896—1898)
- O Piaście (1897)
- Z dziejów polskich różnowierców: aryanie, ludzie i losy, Marcin Krowicki (1899)
- Taniec Rzeczypospolitej Polskiej: szkic historyczny (1899)
- Spuścizna rękopiśmienna po Wacławie Potockim Cz. 2 [Архівовано 4 березня 2016 у Wayback Machine.] (1899)
- Język Wacława Potockiego: przyczynek do historyi języka polskiego (1900)
- Tragedya moskiewska: szkice historyczne (1900)
- Apokryfy średniowieczne Cz. 1 (1900) Cz. 2 (1904)
- Geschichte der polnischen Litteratur (1901)
- Drobne zabytki polszczyzny średniowiecznej Cz. 2 (1901)
- Cywilizacja i język: szkice z dziejów obyczajowości polskiej (1901)
- Z dziejów literatury i oświaty w Rosyi: (z powodu dzieła Aleksandra Pypina Historya literatury rosyjskiej, 4 tomy, Petersburg 1898 i 1899) (1901)
- Ezopy polskie (1902)
- Psałterze polskie do połowy XVI wieku (1902)
- Dzieje literatury polskiej w zarysie Tom 1 (1903) Tom 2 (1903)
- Z dziejów języka polskiego: studja i szkice (1903)
- Przyczynki do słownictwa polskiego (1903)
- Legendy o Cyrylu i Metodym wobec prawdy dziejowej: szkic z dziejów chrześcijaństwa u Słowian (1903)
- Literatura religijna w Polsce średniowiecznej Tom 2, Pismo Święte i apokryfy. Szkice literackie i obyczajowe (1903) Tom 3, Legendy i modlitewniki. Szkice literackie i obyczajowe (1904)
- Starożytna Litwa: ludy i bogi: szkice historyczne i mitologiczne (1904)
- Mikołaj Rej: studium krytyczne (1905)
- Różnowiercy polscy. Szkice obyczajowe i literackie Seria I (1905)
- O literaturze rosyjskiej i naszym do niej stosunku dziś i lat temu trzysta: szkic literacki (1906)
- Dzieje języka polskiego (1906)
- Rozmyślanie o żywocie Pana Jezusa: z rękopisu grecko-katol. kapituły przemyskiej (1907)
- Filologja i lingwistyka: szkic polemiczny (1908)
- Studja fonetyczne (1908)
- Przyczynki do dziejów języka polskiego Serya 1 (1910) Serya 2 (1911) Serya 3 (1914) Serya 4 (1915) Serya 5 (1916)
- Jana hr. Potockiego prace i zasługi naukowe (1911)
- Dzieje języka polskiego (1913)
- Cudzoziemszczyzna (1916)
- Die Slaven und der Weltkrieg: lose Skizzen (1916)
- Studya nad literaturą wieku XVII Cz. 1 (1917)
- Zasady etymologii słowiańskiej (1917)
- Słowianie i wojna: uwagi na czasie (1918)
- Z niwy białoruskiej (1918)
- Mitologja słowiańska (1918)
- Polnisch für Schule, Beruf und Reise (1921)
- Polnische Literatur (1922)
- Mikołaj Rej: człowiek i dzieło (1922)
- Średniowieczna pieśń religijna polska (1923)
- Polska proza średniowieczna (1923)
- Dzieje narodowej literatury polskiej Cz. 1 (1924) Cz. 2 (1924)
- Mitologja polska: studjum porównawcze (1924)
- Dzieje języka polskiego (1925)
- Starożytności słowiańskie (1926)
- Die Slaven (1926)
- Zygmunt Krasiński : żywot i dzieła (1927)
- Juljusz Słowacki (Ariosto północy) : żywot i dzieła (1927)
- Słownik etymologiczny języka polskiego (1927)
- Adam Mickiewicz : żywot i dzieła (1927)
- O narzeczu «połabskiem» słów kilka (1930)
- Dzieje kultury polskiej Tom 1 [Архівовано 4 березня 2016 у Wayback Machine.] (1930) Tom 2 [Архівовано 7 березня 2016 у Wayback Machine.] (1930) Tom 3 (1931)
- Legendy i fakty: szkice z dziejów literatury (1931)
- Literatura polska: początki — rozwój — czasy ostatnie (1931)
- Kultura polska 1795—1862 (1932)
- Zarys dziejów literatury czeskiej (1933)
- Ubiory w Polsce (1939)
- Encyklopedia staropolska Tom 1[недоступне посилання з червня 2019] (1939) Tom 2[недоступне посилання з червня 2019] (1939)